# Stegoceras
A Stegoceras a hüllők (Reptilia) osztályának dinoszauruszok csoportjába, ezen belül a madármedencéjűek (Ornithischia) rendjébe, a Marginocephalia alrendjébe és a Pachycephalosauridae családjába tartozó nem.

## Tudnivalók
A Stegoceras (magyarul: „szarvas tető”), egy növényevő, Pachycephalosauria nem volt, amely a késő kréta korban élt, Észak-Amerika területén. Az állat körülbelül 2 méter hosszú lehetett. A Stegocerast Lawrence Lambe írta le először 1902-ben.
Az állat modellként szerepelt a többi Pachycephalosauria elképzeléséhez, mert belőle találtak a legtöbb és legjobb maradványokat. 1920-tól 1945-ig azt hitték, hogy rokon vagy azonos a Troodonnal, mert fogaik igen nagyon hasonlítanak. De később, amikor már több megkövesedett maradvány találtak a Stegocerasból, ezt a feltételezést elvetették.

## Megjelenése
A Stegoceras koponyája 9 centiméter vastag volt. Először úgy képzelték, hogy a hímek szemből, egymás fejét ütötték, de később rájöttek, hogy inkább oldalból támadták egymást, mert, a kerek koponya elcsúszott volna a szemtől szembe való küzdelem során. Másik akadály az lett volna, hogy az állatok nem voltak képesek teljesen vízszintes testtartást felvenni, ami segítette volna őket az ütközet erejének kibírásában. Valószínűleg az ellenfelek egymás mellett állva csapkodták egymás oldalát, és ez nem is volt olyan veszélyes, mert az állatok nagy, erős izmai védték a hátgerincet és a belső szerveket.
Amikor az első hiányos Stegocerast felfedezték, azt hitték, hogy hasi csontjai vannak, ami nagyon különleges a madármedencéjűek között. De aztán kitudódott, hogy tulajdonképpen megkövesedett inak voltak.

## Rendszerezés
Eddig két faját fedezték fel:
- Stegoceras validum Lambe, 1902
- Stegoceras novomexicanum Jasinski & Sullivan, 2011